# Ixora synactica
Ixora synactica är en måreväxtart som beskrevs av De Block. Ixora synactica ingår i släktet Ixora och familjen måreväxter. Inga underarter finns listade i Catalogue of Life.